# مجید ناصری‌نژاد
مجید ناصری‌نژاد (زادهٔ ۱۳۴۶ در شادگان) نمایندهٔ حوزهٔ انتخابیهٔ شادگان در دوره هفتم، هشتم، دهم و دوره یازدهم مجلس شورای اسلامی است.